# Synopsia staudingeraria
Synopsia staudingeraria là một loài bướm đêm trong họ Geometridae.